# Пенні Тейлор
Пенні Тейлор (англ. Penny Taylor, 24 травня 1981) — австралійська баскетболістка.
Срібна призерка Олімпійських ігор 2004, 2008 років, учасниця 2016 року.
Чемпіонка світу 2006 року, бронзова призерка 2002, 2014 років.

## Особисте життя
У 2005 році Тейлор вийшла заміж за бразильського волейболіста Родріго Родрігеса Гіла, згодом вони розлучилися. 13 травня 2017 року вона одружилася з зіркою «Фенікс Мерк'юрі» Даяною Торасі. 1 березня 2018 року у пари народилася перша дитина — син Лео Майкл Торасі-Тейлор, якого народила Тейлор 26 липня 2021 було оголошено, що Тейлор вагітна другою дитиною. 9 жовтня 2021 народилася донька Айла Торасі-Тейлор.